# سوپر جام اروپا ۲۰۰۱
فینال سوپر جام اروپا ۲۰۰۱، رقابت پایانی سوپر جام اروپا است که مابین دو تیم باشگاه فوتبال لیورپول و بایرن مونیخ در ورزشگاه لویی دوم، موناکو برگزار شده‌است.
این مسابقه که در تاریخ ۲۴ آگوست ۲۰۰۱ انجام شده‌است با نتیجه ۳ بر ۲ به سود باشگاه فوتبال لیورپول به پایان رسید.